# Kitanagoya
Kitanagoya (北名古屋市 Kitanagoya-shi?, lit. „Nagoya de nord”) este un municipiu din Japonia, prefectura Aichi.

Municipiul a fost creat la 20 martie 2006 prin fuziunea a două orașe, Shikatsu și Nishiharu. Populația municipiului este de 80.578 de locuitori.